# Águas Frias
Águas Frias  (aparținând statului Santa Catarina, abreviat SC) este un oraș în Brazilia.